# Fisheye-objectief

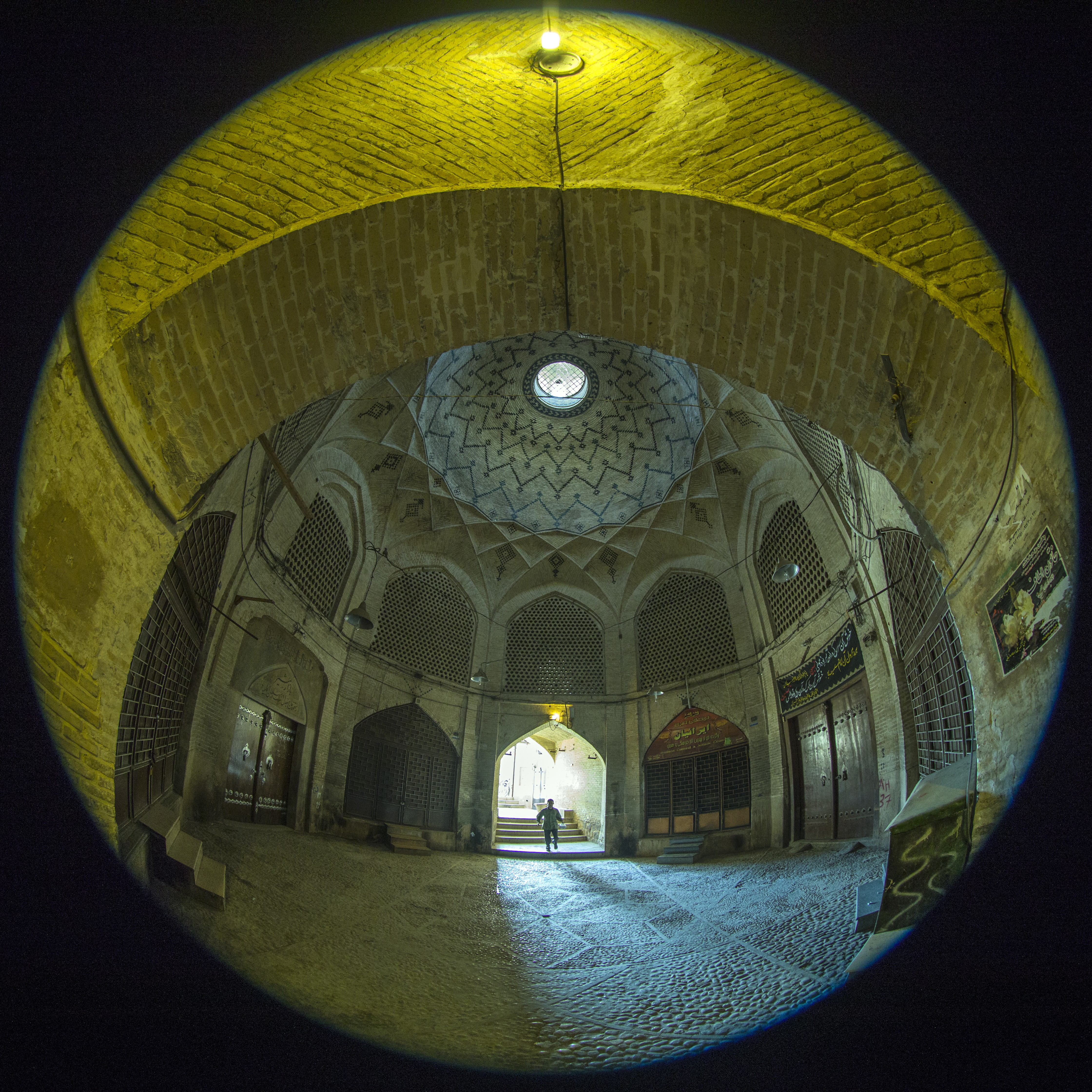
Fisheyefoto van de Saraye Moshir bazaar in Shiraz

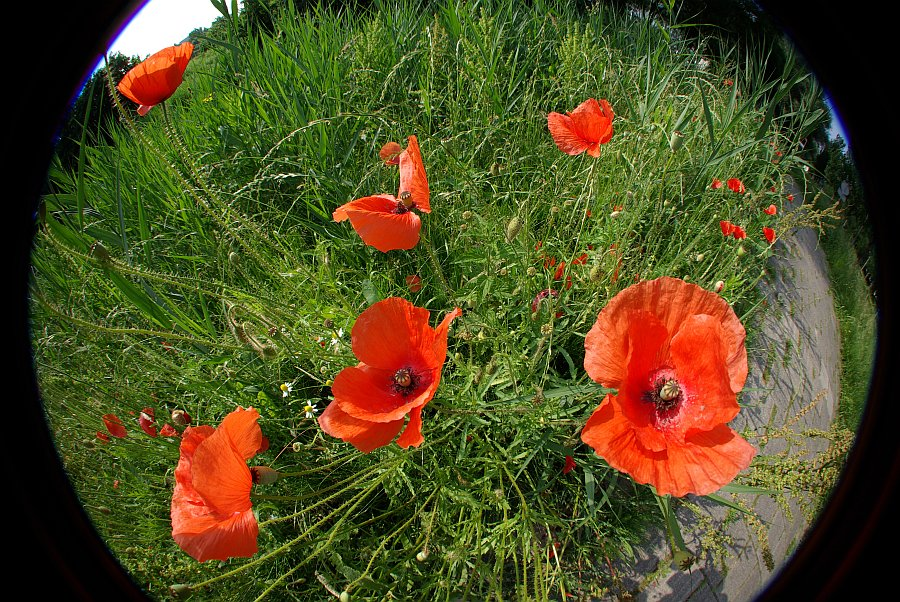
Fisheye closeup van klaprozen

Een fisheye-objectief (of fisheye of visoogobjectief) is een lenzenstelsel met een korte brandpuntsafstand. Op een fotocamera geeft de lens een sterke groothoekwerking en een karakteristieke tonvormige vertekening. Het vervormde beeld is enigszins vergelijkbaar met het gereflecteerde beeld in een kerstbal. De beeldweergave wijkt af van de weergave door de meer gebruikelijke rectilineaire groothoek- en supergroothoekobjectieven. Fisheye-opnamen zijn daarom erg geschikt voor projecties op een bolvormig scherm.

## Geschiedenis
De eerste fisheyefoto's werden in 1911 gemaakt met een camera obscura (gaatjescamera) gevuld met water; de maker was Robert Wood. Deze camera keek recht omhoog en had een lichtgevoelige plaat op de bodem. De breking die lichtstralen aan het wateroppervlak ondergaan, maken dat een waarnemer onder water naar boven kijkend de hele hemelbol van horizon tot horizon in een beperkte cirkel ziet. Een vis die naar boven kijkt, maar ook een zeehond of een duiker, ziet de wereld boven water ongeveer als een foto gemaakt met een fisheye-objectief met cirkelvormig beeldveld. Het is dus misleidend dat fisheye-objectieven (of in het Nederlands visoog- of vissenoogobjectieven) naar vissenogen verwijzen, want elk oog onder water ziet hetzelfde. Maar daarbij heeft Wood bij het bedenken van de term 'fisheye' destijds niet stilgestaan.
De eerste fisheye van glas was een objectief ontworpen door R. Hill uit 1924. Het objectief was bedoeld voor meteorologische doeleinden. De Japanse camera- en lenzenfabriek Nikon heeft in de loop van de tijd de meeste fisheyeobjectieven op de markt gebracht. De reeks begon in 1938 en hun eerste fisheye voor kleinbeeld dateert van 1962. In dat laatste jaar bracht concurrent Pentax ook een fisheye voor kleinbeeld uit.

## Krom perspectief?
Een foto gemaakt met een fisheye-objectief maakt een sterk vertekende indruk, terwijl een rectilineaire foto (met lijnperspectief) op ons 'normaal' overkomt. Toch geeft onze ooglens hetzelfde perspectief als een fisheye-objectief.
Als volgt valt dit te controleren. Als men naast een lange rechtlijnige spoorlijn staat met de schouders evenwijdig aan het spoor, ziet men naar rechts kijkend in de verte rails en bovenleiding in een verdwijnpunt samenkomen. Maar naar links kijkend ziet men ook een verdwijnpunt. Kijkt men nu haaks op de spoorlijn voor zich uit, dan zijn de randen van het blikveld helemaal niet scherp, maar er valt wel te zien dat beide verdwijnpunten tegelijk zichtbaar zijn. Ook het menselijk oog blijkt een blikveld van iets meer dan 180° te hebben. Twee verdwijnpunten voor dezelfde parallelle lijnen (de rails), dat kan niet volgens het lijnperspectief, en hieruit blijkt dat wij in ons bewustzijn geen plat beeld kunnen hebben en geen lijnperspectief gebruiken. Dat komt erop neer dat onze ooglens eenzelfde soort perspectief geeft als een fisheye-objectief en dat deze foto-objectieven dus ook om deze reden net zo goed ‘humaneye-objectief’ hadden kunnen heten.
Daar staat tegenover dat de gevoeligheid van het menselijk oog niet over de gehele beeldhoek dezelfde is. In het midden, dat wil zeggen op en rond de gele vlek, is de gevoeligheid het grootst. Naar buiten toe neemt deze eerst langzaam en verderop veel sneller af. Het gebied waar we normaal in één keer onze aandacht op kunnen richten, wordt beschouwd als „het” gezichtsveld; dit komt overeen met een hoek van circa 45°. Deze hoek wordt dan ook gehanteerd als beeldhoek voor een standaardobjectief; de brandpuntsafstand is dan ongeveer gelijk aan de beelddiagonaal.
De „vreemde” indruk die een dergelijke fisheyefoto maakt, ontstaat doordat we ons hoofd veel minder ver hoeven te draaien dan we op grond van het getoonde beeld zouden verwachten. Het beeld is sterk verkleind. Als de foto zodanig was afgedrukt dat we hem onder dezelfde hoek zouden zien als de fotograaf deed bij het maken van de opname, zouden we ons hoofd veel verder heen en weer moeten draaien en zou het beeld veel natuurlijker lijken.

## Types
Er zijn fisheye-lenzen met een beeldhoek van 180 graden of zelfs meer (er is een objectief geweest met een beeldhoek van 300°). Bij een beeldhoek van 180° is het mogelijk de hele hemelkoepel in een keer te fotograferen door de camera op het zenit te richten. Ook kunnen fotografen met slechts twee foto's alles wat ze om zich heen zien, inclusief voeten, fotograferen.
Op kleinbeeldspiegelreflexcamera's worden meestal fisheye-objectieven gebruikt met een brandpuntsafstand van 15 of 16 mm. Deze geven alleen in de diagonaal van het beeld een beeldhoek van ongeveer 180 graden. Nog kortere brandpunten van ongeveer 8 mm geven een cirkelvormige afbeelding met eromheen zwart. Nikon heeft ooit een objectief met een brandpuntsafstand van 6 mm en een beeldhoek van 220° gehad; het was de kortste brandpuntsafstand ooit voor kleinbeeld, maar het objectief woog ruim 5 kilogram en had een voorste lens van 220 mm diameter. Deze enorme bolle voorlens diende om ook het licht dat enigszins van achteren kwam op te kunnen vangen.

## Projectiemethoden
Bij de afbeelding van de driedimensionale wereld naar het platte vlak spelen problemen die vergelijkbaar zijn met die in de cartografie bij kaartprojecties, waar een driedimensionaal gekromd aardoppervlak op een tweedimensionaal kaartvlak wordt afgebeeld. Er moet gekozen worden welke eigenschappen in de projectie behouden blijven en welke vervormd mogen worden. Bij fisheye-lenzen bestaan er in de praktijk vijf mogelijkheden, waarbij de eerste vier namen hebben die ook in de cartografie voorkomen.
- Afstandsgetrouw (Equidistant): {\displaystyle r=f\theta }, met {\displaystyle \theta } in radialen. Op de foto correspondeert de afstand object-fotocentrum {\displaystyle r} met de hoek {\displaystyle \theta } tussen het object en het punt waar de camera op gericht is. {\displaystyle f} is de brandpuntsafstand van het objectief. Deze projectie is zeer geschikt om bijvoorbeeld hoeken tussen sterren te meten. De meeste fisheye-lenzen gebruiken deze projectiemethode omdat zowel oppervlakte- als hoekvervorming niet erg fors zijn.
- Orthografisch: {\displaystyle r=f\sin(\theta )}. De foto gaat eruitzien zoals wij de maan zien: in het midden onvervormd, aan de randen sterk platgedrukt. Nikon heeft één objectief gehad dat deze methode gebruikte.
- Oppervlaktegetrouw: {\displaystyle r=2f\sin(\theta /2)}. Gelijke oppervlakken uit de werkelijkheid (gemeten in vierkante graden) worden gelijke oppervlakken op de foto (vierkante mm). Geschikt om bijvoorbeeld de bedekkingsgraad (verhouding bewolking/blauwe lucht) van de hemel te meten. Er zijn enkele fisheyeobjectieven met deze wijze van afbeelden.
- Hoekgetrouwe projectie (conform): {\displaystyle r=2f\tan(\theta /2)}. Dit is de enige projectiemethode die een bal, waar die zich ook maar in het beeldveld bevindt, afbeeldt als een cirkel. Toch is er in de praktijk (nog) geen objectief gemaakt dat hoekgetrouw werkt. De redenen daarvoor zijn dat naar de rand toe voorwerpen steeds groter worden, bovendien is de beeldhoek altijd (behoorlijk) kleiner dan 180°.
- Geen van deze. Dat wil zeggen dat niet gepoogd is om de vertekening aan een bepaalde formule te laten voldoen.

Met fisheyeobjectieven gemaakte foto's kunnen op een computer met beeldbewerkingssoftware rectilineair of panoramisch worden gemaakt. Vooral bij het rectilineair maken gaat een deel van het beeld verloren, maar men behoudt evengoed een sterk groothoekeffect.

## Trivia
- Het Oostenrijkse bedrijf Lomography brengt 's werelds enige 35mm-filmcamera met vast fisheyeobjectief in de handel.
- Fisheye-objectieven worden gebruikt in de astronomie voor het fotograferen van meteoren aan het firmament (zie ook astrofotografie).
- Veel actievideo's, zoals van skateboarden worden met behulp van deze lens gefilmd om zo dichter op de actie te zitten. Veel actioncamera's hebben dan ook standaard een fisheye- of andere extreem groothoekobjectief.
- Fisheye-objectieven worden ook gemaakt voor smartphones, hierbij wordt het objectief over de originele cameralens geplaatst.
- De firma Ricoh levert een camera met twee rug aan rug geplaatste fisheye-objectieven waarmee in één keer een opname van 360 graden rondom gemaakt kan worden.[1]
- Fisheye-objectieven worden ook gebruikt om opnames te kunnen maken voor panoramavliegsimulatoren, zodat de beelden op het bolvormige scherm van deze attracties kunnen worden geprojecteerd zonder dat deze vervormd worden, zodat de bezoekers een echte vliegervaring krijgen.

## Bron
- Kumler, James & Bauer, Martin (2003) "Fisheye lens designs and their relative performance", Proceedings of SPIE, Vol 4093 (Congres oktober 2000) + Pdf met deze titel